# Euphorbia aprica
Euphorbia aprica es una especie de fanerógama perteneciente a la familia Euphorbiaceae.

## Distribución y hábitat
Es endémica de Madagascar. Su hábitat natural son las selvas y matorrales secos tropicales y subtropicales. Se le trata por pérdida de hábitat.

## Taxonomía
Euphorbia aprica fue descrito por Louis Antoine François Baillon y publicado en Bulletin Mensuel de la Société Linnéenne de Paris 616. 1886.
Etimología
Euphorbia: nombre genérico que deriva del médico griego del rey Juba II de Mauritania (52 a 50 a. C. - 23), Euphorbus, en su honor – o en alusión a su gran vientre – ya que usaba médicamente Euphorbia resinifera. En 1753 Carlos Linneo asignó el nombre a todo el género.
aprica: epíteto latino que significa "amante del sol".